# 索莱姆
索莱姆（法語：Solesmes，法語發音：[sɔlɛm]）是法国上法兰西大区北部省的一个市镇，位于该省东部，属于康布雷区。

## 地理
索莱姆（50°11'8"N, 3°29'54"E）面积23.25 平方千米，位于法国上法蘭西大區北部省，该省份为法国最北部的省份及最长的省份，西北濒北海，西接加来海峡省，南至埃纳省和索姆省，东与比利时接壤。
与索莱姆接壤的市镇（或旧市镇、城区）包括：韦尔坦、博兰、布里亚斯特尔、福雷昂康布雷西、讷维利、罗姆里、圣皮东、旺德日欧布瓦、维耶利。

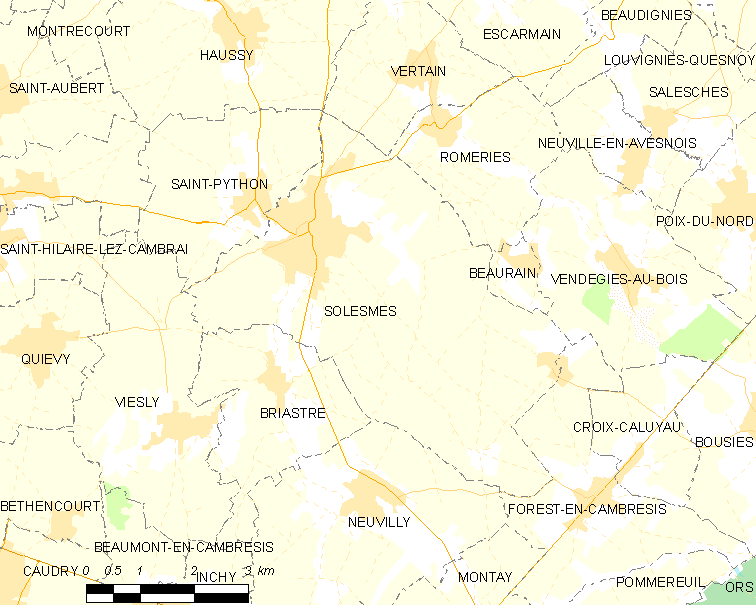
索莱姆的OSM定位图

索莱姆的时区为UTC+01:00、UTC+02:00（夏令时）。

## 行政
索莱姆的邮政编码为59730，INSEE市镇编码为59571。

## 政治
索莱姆所属的省级选区为科德里县。

## 人口

1962-2008年间索莱姆人口变化图示

索莱姆于2022年1月1日时的人口数量为4193人。